# Експериментатор
Експериментатор е общ термин за всички учени и изследователи от различни области на науката, посветили научната си дейност на извършване на научни опити.
Експериментатор се използва също така да опише типа персоналност, която се изгражда в работата. Понякога терминът не е ограничен до науката, но има отношение към хората на изкуството (в изобразителното изкуство и музиката се използва и терминът „Експерименталист“) , които желаят да експериментират с нови техники, подходи и т.н. Известни експерименталисти са Пол Сезан, Марк Твен и Робърт Фрост. В този случай обратното на експерименталист е концептуалист.